# Síla (Star Wars)
Síla (anglicky: The Force) je energie ve fiktivním světě Star Wars, procházející napříč celým vesmírem. Její vlastnosti lze porovnávat s magií a byla v historii světa Star Wars vnímaná z několika různých hledisek. Síla jako taková je velmi silně svázaná s existencí života a naopak, drží život pohromadě podobně jako gravitace neživou hmotu.

## Popis
| „                           | Síla je pole energie tvořené všemi živými bytostmi. Obklopuje nás, prochází skrze nás, spojuje celou naši galaxii. | “ |
| — mistr Jedi Obi-Wan Kenobi | |   |

Živé bytosti mohou Sílu ovládat a s její pomocí dosáhnout nemožného. Nedovede ji však ovládat každý. Přestože podle teorie Živoucí Síly, uznávané většinou Jediů, je Síla přítomna v každé živé bytosti, aktivně se může tato moc projevit pouze u živých tvorů, které jsou zpravidla označovány jako „citlivé na Sílu“ nebo: „Je s nimi spojena Síla“. Takoví se mohou po absolvování tréninku naučit Sílu cítit a manipulovat s ní.
Spojení se Silou lze změřit pomocí koncentrace midichlorianů v těle. Jejich množství ovlivňuje potenciál daného jedince k ovládání Síly. S vyšší koncentrací midichlorianů dovede Sílu ovládat snáze a lépe. Schopnost ovládat Sílu lze tréninkem dále vylepšit. Možné vysvětlení je, že dochází ke zvyšování počtu midichlorianů v těle.
Osoba ovládající Sílu dokáže manipulovat s okolím (ať už psychicky, nebo fyzicky) svou myslí, umí způsobit bolest nebo zahojit zranění. Dokáže provádět skoky na velké vzdálenosti a do velké výšky, nebo přímo levitovat ve vzduchu. Síla je navíc schopna vylepšit vnímání okolí, protože tradiční smyslové orgány mohou být oklamány smyslovými klamy. Uživatelé Síly jsou proto pro obyčejné smrtelníky v boji obvykle obtížně porazitelní.
Osoby citlivé na Sílu se v Galaxii objevovaly nejčastěji tím, že byly příslušníky rasy, jejichž členové byli na Sílu citliví všichni (např. Sithové, Neti, Miraluky). Další rasy (např. lidé, Kel Dorové, Ithoriani, Twi'lekové, Zabrakové aj.) měly mezi sebou osob citlivých na Sílu velmi malé procento. U těch spojení se Silou vznikalo buď dědičně, že jeden nebo oba rodičové byli citliví na Sílu, nebo mutací při narození potomka dvou na sílu necitlivých osob. Zvláštním případem byl Anakin Skywalker, který se zrodil z experimentu Darth Plagueise, aby jeho citlivost na Sílu byla zvýšena do extrémní míry uměle. Mezi příslušníky spousty jiných ras (např. Wookieejové nebo Huttové) se nachází extrémně málo na Sílu citlivých.
V průběhu historie Galaxie byla Síla studována z několika různých hledisek v závislosti na převažující ideologii, ale obecně bývá dle teorie Živoucí Síly rozdělována na:
- Světlou stranu Síly (anglicky Light side of the Force).
- Temnou stranu Síly (anglicky Dark side of the Force)

### Světlá strana Síly
Světlá strana představuje pozitivní aspekt Síly. Následovníci světlé strany ctili Sílu jako prostředek k udržování a ochraně míru, života, rovnováhy a harmonie v Síle. Ke Světlé straně Síly se hlásí příslušníci řádu Jedi a užívají ji k ochraně sebe samých, důležitých představitelů demokracie a staré Republiky, jež 25 tisíc let spravedlivě vládla větší části známé galaxie. Nikdy ji nevyužívají k agresi, ale jako poslední možné řešení sporu, když mírové vyjednávání selže.
Osoba ovládající Sílu si může spojení se světlou stranou vylepšit pozitivním působením na své okolí, hrdinskými a statečnými činy, laskavostí, obětavostí a dodržováním přísné disciplíny diktované řádem Jedi. Jediové jednají na základě logiky a moudrosti a vyvarovávají se zloby a zbrklých činů. K tomu jim napomáhá meditace, která slouží nejen k povzbuzení spojení se Silou, ale také jako prostředek k vyčištění mysli od emocí, zejména těch škodlivých jako zloby, strachu, nenávisti nebo utrpení. 

### Temná strana Síly
Temná strana je naopak záporný aspekt Síly. Nahlodává mysl a vyvolává neukojitelnou touhou po moci, nenávist a hněv. Sithové, řád založený „temnými Jedi“, kteří před tisíciletími opustili řád Jedi, se pojmenovali dle starobylého národa z planety Korriban, kterou ovládli. Temná strana Síly nabízí mnohé schopnosti, které si rytíři Jedi zakázali používat, protože jsou příliš nebezpečné a mnohé z nich (ne však všechny) jsou přímo určeny ke způsobování násilí, bolesti a k manipulaci mysli ostatních. Temná strana Síly svým uživatelům ničí nejen osobnost, ale v dlouhodobém hledisku i fyzický zjev.
Bytost ovládající Sílu se může přiklonit k temné straně, pokud se nechává unést hněvem, chamtivostí, přílišnou touhou po moci, negativními emocemi a jinými špatnými vlastnostmi a vlivy. Její moc je velmi návyková a ten, kdo temné straně podlehne, se její moci vzdává jen velmi těžko. Jediové považují moc temné strany za nebezpečnou "zkratku" k dosažení cíle, zatímco aktivní uživatelé temné strany Síly (Temní Jediové) ji využívají z mnoha důvodů, nejčastěji k dosažení moci. Mnoho temných Jediů věří, že je Temná strana mocnější než světlá a podlehnou jí i ti, kdo v ní hledají řešení svých problémů, jako to předvedl Anakin Skywalker.
Často je pád ze světlé strany na temnou způsoben přispěním jiné osoby, která již temnou stranu využívá. Činí tak postupným manipulováním a nahlodáváním mysli. Dále může být Jedi sveden do temnot vytrvalým mučením za pomoci schopností Temné strany nebo vystavením prudkému zdroji Temné strany (např. sithské holokrony). Na temné straně jsou samozřejmě ti uživatelé Síly, kteří v životě nic jiného nepoznali, jako např. Darth Maul.
Obecně se má za to, že bytost, jež jednou zcela propadne Temné straně Síly, se již nikdy nemůže navrátit na světlou cestu. Jediové považují zvláště ty, kteří během své temné cesty vraždili nevinné, za ztracené a nemožné je vykoupit. Návrat na světlou stranu však možný je, pokud se jiný Jedi vytrvale snaží temného přesvědčit k zavržení temnoty, jenž zároveň není úplně zaprodán temné straně. V historii Star Wars však byly zaznamenány i případy, kdy se od temné strany osoba odvrátila sama bez cizí pomoci, např. Kreia. Ta to ovšem provedla z dalekosáhlé vypočítavosti. 
Zvláštní výjimku tvořili tzv. Inkvizitoři. Jednalo se o bývalé Jedie, kteří padli na temnou stranu buď korupcí, nebo mučením. Šlo o uživatele temné strany, které cvičil sám Darth Vader. Zároveň měli omezený přístup k znalostem o temné straně. Sloužili jako lovci přeživších Jediů po Rozkazu 66 (epizoda III)

## Historie
V roce 25 783 let BBY byl na planetě Tython založen řád rytířů Jedi, jehož předchůdci Je'daii odhalili tajemství Síly. Používali ji na pomoc těm, kteří jí nevládnou. Několik Jediů však chtělo dokázat víc, než jen sloužit ostatním, a tak se od řádu odtrhli. Ještě před založením řádu Jedi vypukl první rozkol mezi uživateli Síly a desetiletá "válka Sil" málem planetu i její obyvatele vyhladila. K dalším bojům došlo krátce po vzniku Republiky.
Při schizmatu v letech 7 000 let BBY byli odpadlí temní Jedi na konci období Stoletá temnota poraženi a vyhnáni do tehdy ještě neznámých končin galaxie. Po dlouhém putovaní objevili planetu Korriban, kde si podmanili domorodou rasu Sithů. Přijali jejich název i způsoby za své, a stali se jejich pány a bohy. Přibližně v roce 5 000 let BBY se temní Jedi pod vlajkou Sithů vrátili do prostoru Republiky a vypukl konflikt známý jako Velká hyperprostorová válka, kde se poprvé utkali rytíři Jedi se Sithským impériem. 
Od té doby se války mezi řádem Jedi a Sithy několikrát zopakovaly a vyvrcholily v takzvaných Sithských válkách. Jediové zvítězili a nadlouho přiměli Sithy ukrývat se tajně po celé galaxii, sami však měli za to, že je Sithský řád definitivně zničen. Jejich návrat byl načasován na první století BBY, když začaly události z filmové série počínaje epizodou 1: Skrytá hrozba.
Sithské ukrytí byl plán Dartha Bana, významného Sitha a zakladatele pravidla dvou, podle nějž měl mistr vycvičit učedníka tak, aby byl silnější než on. Bane plánoval postupné oslabování Republiky ze stínů a následné zničení jí i Řádu Jediů.  

## Schopnosti uživatelů Síly
Schopnosti, které užívají hrdinové z filmů, knih nebo počítačových her, lze rozdělit na tři skupiny. Do první se řadí ty, jež užívají převážně uživatelé Světlé strany Síly, tedy Jediové. Do druhé skupiny patří schopnosti uživatelů Temné strany síly a třetí skupinu tvoří univerzální schopnosti, na jejichž užívání a potenciál nemá příslušnost k té nebo oné frakci vliv.

### Světlá strana Síly
- Rychlost (Force Speed): Dočasně umožní sesilateli běžet rychleji než obvykle. Ve filmu byla použita pouze jednou na začátku Epizody I, když Qui-Gon Jinn s Obi-wanem utekli do větrací šachty před droideky..

- Absorpce Síly (Force Absorb): Má účinek ochrany před mocí Síly jiného uživatele. Ve filmech ji mistrovsky ovládal Yoda při absorpci blesků od hraběte Dooku a později i proti Palpatineovi.

- Léčení (Force Heal): Jedi je schopen se okamžitě zčásti zregenerovat a vyléčit zranění či otravy. Ve filmech ji použil jednou pouze Obi-Wan Kenobi, když urychlil hojení ran Lukovi Skywalkerovi, kterého napadli Píseční lidé.

- Odvaha (Force Valor): Meditace, pomocí níž si rytíř Jedi na krátkou dobu zlepší kondici i fyzickou sílu. Využil ji například Qui-Gon Jinn v souboji s Darth Maulem.

- Ovládání zvířete (Beast Control, Animal Friendship): Obdoba schopnosti klamání mysli, speciálně upravená na zklidnění a ochočení zvířat, i těch nebezpečných. V epizodě II ji využil Anakin Skywalker v aréně na Geonosis.
- Omráčení (Force Stun): Velmi efektivní nástroj, jak na chvíli zneškodnit oponenta. Silou mu zpomalí nebo úplně zastaví vnímání a pohyb tak, že upadnou do téměř katatonického stavu. Proto fungovala jen na živé. (Tuto schopnost můžeme vidět ve filmu Star Wars: Síla se probouzí, když se Kylo Ren snažil od Rey dozvědět kde je droid BB-8.) Na droidy a stroje ne.

- Ionizace (Ionize, Droid disable): Má účinek podobný omráčení, ale funguje pouze na droidy. Přetěžuje obvody a buď je rovnou zničí, nebo je na několik okamžiků znehybní. Využívala se zejména v dobách Sithských válek.

- Osvícení Silou (Force Enlightment): Velice vzácná technika, která umožní Jediovi posílit se najednou všemi defenzivními meditacemi, které umí. Jediným známým uživatelem této techniky byla Meetra Surik po svém druhém odsouzením od rady Jedi.
- Odstřižení od Síly (Sever Force): Jedna z nejmocnějších dovedností Jediů. Pomocí hradby energie světlé strany zcela zablokují projevy Síly své oběti nebo úplně natvrdo přeruší spojení se Silou. Jednoduše způsobí, že jiný Jedi nebo Sith ztratí všechny své nadpřirozené schopnosti. Efekt je většinou trvalý. V dávných dobách odstřihla Nomi Sunrider od Síly svého bývalého milence Ulica Qel-Dromu jako trest za jeho pád na temnou stranu a za zabití vlastního bratra. Nejbizarnější případ byla Vypovězená, která tuto schopnost seslala při agónii v bitvě o Malachor V sama na sebe, aby se zachránila, když tam vytvořila z celé planety i ze sebe ránu v Síle.
- Smaragdový blesk (Emerald Lightning, Electric Judgement): Na první pohled vypadá jako blesky, které využívají Sithové nebo Temní Jediové. Rozdíl je v tom, že tato varianta nepřítele nezabije, pouze ho oslabí, zraní a vysaje z něj vůli bojovat. Přesto je užívání blesků mezi Jedii hodně kontroverzní, ale Jacen Solo a Anakin Solo je používali.
- Resuscitace (Revitalize): Použitím Síly lze resuscitovat druhé z bezvědomí či vážného zranění, nebo tak pomoci druhým z extrémního vyčerpání. Pro své temné záměry toho využívala Kreia.

### Temná strana Síly
- Škrcení (Force Choke): Sith chytí telepaticky svou oběť za hrdlo a uškrtí ji, někdy to kombinuje s telekinetickým zvednutím do vzduchu. Ve filmu bylo použito vícekrát. Chronologicky poprvé to bylo v epizodě III, když ji použil hrabě Dooku na Obi-Wana, a Anakin Skywalker na Padmé. V epizodě IV a epizodě V ji používal Darth Vader na důstojníky a na neschopné imperiální admirály. Luke Skywalker na začátku epizody VI přidusil garmorreanské strážné v Jabbově paláci.

- Blesk (Force Lightning): Patří k nejničivějším a nejvražednějším silám Temné strany. Ve filmech ji hojně používal hrabě Dooku a velmi si jí oblíbil i císař Palpatine, který se bavil pohledem na bezbranného člověka svíjejícího se v bolestech. Tuto schopnost Darth Vader mohl použít, ale nepoužíval, protože byl kyborg a elektrický proud by zasahoval jeho celé kybortické zařízení a blesky by škodily jemu samotnému víc než protivníkovi.

- Hněv (Force Rage): Vnější projev emocí mocného uživatele Temné strany, když myšlenky zničí vše křehké v dosahu. Ve filmu použita pouze jednou na konci epizody III, když byla ukončena operace Darth Vadera. Po dotazu, co se stalo s Padmé, zničil v hněvu a smutku celý operační sál.

- Strach (Force Fear): Sith nebo temný Jedi zasáhne Silou přímo mysl své oběti a vnutí ji ty nejčernější myšlenky a obavy, čímž ji buď zažene na útěk, nebo zcela paralyzuje. Velmi pokročilá varianta zvaná šílenství (Force Insanity) dokonce dožene oběť k šílenství. Svým způsobem se dá tato schopnost řadit k univerzální moci klamání mysli, ale užívají ji pouze uživatelé temné strany Síly.
- Sání (Force Drain): Ofenzivní i defenzivní Síla, jež umožňuje se posílit nebo vyléčit na úkor nepřítele, kterého oslabí nebo rovnou zabije. Tato schopnost se ale stala extrémně nebezpečnou, když se ji naučil ve své unikátní formě Darth Nihilus, jenž sál Sílu z celých planet, jen aby si nakrmil svůj hlad z Rány v Síle, čímž se stal doslova otrokem této schopnosti, i proto, že soustavné využívání této Síly překrajuje spojení okolního života se sesilatelem. Podobně mocná byla i Vypovězená, jenže ta tuto schopnost nikdy sama nepoužila v takovém objemu jako on. Avšak mistři Jedi odhalili, že ji i tak využívá, ač bezděčně, k vysávání nepřátel, které zabije, čímž její moc nekontrolovatelně rostla.
- Přenesení temnoty (Dark Transfer): Extrémně vzácná a zapomenutá schopnost. Umožňuje přivést zpět k životu umírající bytost. Toto byla schopnost, po které marně pátral Anakin, když chtěl obejít smrt, kterou jeho vize v nočních můrách prorokovaly Padmé. Avšak jediný, kdo se ji dokázal skutečně naučit, byl až jeho prapravnuk Cade Skywalker, který nakonec objevil metodu, jak tuto schopnost použít i podle světlé strany. Udělal však chybu, že ji naučil Darth Kraytha.
- Přenesení mysli (Transfer Essence): Velmi vzácná schopnost, pomocí které je schopen sesilatel přesunout celé své vědomí do těla někoho jiného a ovládnout ho, popřípadě do některých neživých objektů, zpravidla ovlivněných temnou stranou Síly. Darth Sidious takto oklamal smrt, když po výbuchu druhé hvězdy smrti několikrát přesunul své vědomí do svých naklonovaných těl. Darth Bane také znal tajemství přenesení mysli, při prvním pokusu přednést mysl do Darth Zannah však selhal a zemřel. Exar Kun uvěznil svou vlastní duši v útrobách svého chrámu na Yavinu. Lord Vitiate využíval tuto schopnost v modifikované verzi tak, že jím posedlí lidé tvořili bytosti známé jako "Imperátorův hlas". Při použití této techniky je ale silně ničeno původní tělo a posednuté nové bytosti často velmi brzy umírají. Palpatine se o této schopnosti zmínil v epizodě III, když lákal Anakina na temnou stranu, v souvislosti s legendou o Darthu Plagueisovi, jenž údajně tuto schopnost také uměl.
- Sithská alchymie (Sith Alchemy): Jedná se o pradávnou vědu čistokrevných sithů, kteří ji původně používali na posílení zbroje a mečů Silou. Když na Korriban přistáli vyhnaní Jediové 6900 BBY, dovedli tyto vědy k dokonalosti a pomocí alchymie tvořili genetickou manipulací např. korribanské zombie nebo křížili různé rasy, které za normálních okolností nešlo křížit. Dalším vynálezem sithské alchymie byl obávaný sithský jed. Sithskou alchymii do jisté míry ovládali všichni temní páni ze Sithu, sám Darth Vader mohl být zachráněn po své porážce na Mustafaru zčásti pomocí sithské alchymie. O sithské alchymii psal ve své odborné trilogii Palpatine poté, co se stal imperátorem.

### Univerzální Síly
- Odstrčení (Force Push): Útočné kouzlo, které používají skoro všichni Jediové i Sithové k sražení nepřítele k zemi nebo k metání předmětů. V epizodě III vedli boj pomocí odstrčení mistr Yoda a Darth Sidious v takové intenzitě, že dost poničili celý senátní komplex. Tato Síla byla použita snad ve všech filmech.

- Přitáhnutí (Force Pull): Jedi nebo Sith si přitáhne k sobě jakoukoliv věc, nejčastěji světelný meč. Vyskytuje se prakticky ve všech filmech.

- Hod světelného meče (Throw Lightsaber): Jedi nebo Sith hodí světelný meč po nepříteli. Trajektorii letu kontrolují Silou. Užil ji v epizodě V a VI Darth Vader, aby shodil Luka z úkrytu.

- Skok (Force Jump): S pomocí Síly zmenšuje gravitační účinek, skoky jsou delší a vyšší. Nejvíce ji používal v epizodě I Qui-Gon Jinn a Obi-Wan Kenobi proti Darth Maulovi. V epizodě III ji využil Darth Sidious proti mistrům Jedi, kteří ho přišli zatknout.

- Předvídavost (Precognition): Prakticky zapomenutá schopnost umožňuje předvídat, co se stane v blizoučké budoucnosti, například při boji. Zajímavostí je, že tato schopnost nevyžaduje nutně schopnost ovládat Sílu. Díky tomu ji ovládali i ne-Siloví echanijové. Z Jediů to uměl Revan a Vypovězená.

- Odrážení Síly (Force Deflection): Technika umožňující odrážet energii bez použití světelného meče. V epizodě III ji využíval mistr Yoda v boji s Palpatinem a v epizodě V Darth Vader, když odrazil výstřely Han Solova blasteru.

- Zastavení střely: Technika umožní přímo zastavit letící střelu. Použil jí Kylo Ren, když zastavil výstřel z Poevova blasteru.

- Uspání: Jediným mávnutím kolem hlavy dokáže Jedi (nebo Sith) uspat člověka. Tuto techniku použil Kylo Ren, když uspal Rey.

- Dech (Force Breath): Slouží na ochranu těla proti jedovaté nebo kyselinové atmosféře. V první epizodě ji využili Qui-Gon Jinn a Obi-Wan při pokusu Obchodní federace zabít je plynem.

- Klamání mysli (Mind Trick): Univerzální technika, která umožňuje manipulovat s myslí ostatních, nejsnadněji těch se slabou vůlí. Císař Palpatine ji celá léta využíval k utajení své skutečné identity a v epizodě VI se klamáním mysli neúspěšně pokusil strhnout Luka Skywalkera na Temnou stranu. Klamání mysli má mnoho různých variant:

1. Přesvědčování (Force Persuade): Pouhým jemným mávnutím ruky lze přimět osobu se slabou vůlí konat či myslet na to, co Jedi nebo Sith přikáže. Ve filmech byla použita celkem čtyřikrát, nejvíce Obi-Wanem Kenobim. Nefungovalo však na každého automaticky. Například huttové nebo toydariáni jsou téměř imunní.
2. Dopplegänger: Velmi vzácná technika klamání mysli, která vnutila ostatním vnímat dokonalé atrapy předmětů nebo sebe samého ve formě ducha téměř nerozlišitelného od skutečnosti. Schopnosti využívali hrabě Dooku a Luke Skywalker. V dávných dobách bylo plno dopplegängerů v hrobkách sithských pánů na Korribanu.
3. Zakrytí Síly (Force Cloak, Cloak of Shadow): Zmate nepřítelovy smysly tak, že de-facto poskytne uživateli Síly neviditelnost. Moc zakrytí je tak silná, že působí i na bytosti a předměty, jež za normálních okolností nelze pomocí Síly zmást, např. na droidy nebo senzory. Jedná se o velmi pokročilou verzi klamání mysli. Schopnost se naučil Anakin Skywalker během Klonových válek a v historii ji mistrně ovládala rytířka Jedi Juhani.
4. Ovládnutí mysli (Mind Control): Mnohem účinnější a dlouhodobější forma klamání mysli nebo přesvědčování. Uživatel tak má po dlouhou dobu ve své moci jednu či více ostatních. Nejvíce ji využíval Palpatine, který coby senátor a kancléř i jako císař ovládal tímto způsobem svůj byrokratický aparát, a nakonec i značnou část senátu. V dávné minulosti mistrně ovládala cizí mysle Darth Traya nebo sithský imperátor Vitiate, který dokonce dokázal donutit pro své temné účely provést sebevražedný rituál tisíce sithů.
5. Iluze (Force Illusion): Velmi pokročilá znalost klamání mysli, při níž uživatel Síly ve stavu hluboké meditace vnucuje všem v dosahu účinku halucinace. Víceméně to fungovalo jako hologram na mentální úrovni. Proslulou uživatelkou iluzí byla Aleema Keto, jež dokázala zdánlivě znásobit počet vlastích vesmírných lodí nebo mučit své vězně pohledem na neexistující příšery. Naga Sadow dokázal tvořit iluze i na tisíce světelných let daleko. Iluze sebe samého tvořil lord Vitiate.

- Telekineze (Telekinesis): Základní dovednost uživatelů Síly. Pomocí této moci nechávají levitovat okolní předměty ve vzduchu nebo je nechávají rotovat okolo sebe.

- Telepatie (Telepathy): Umožňuje komunikovat s ostatními uživateli Síly na velké vzdálenosti, teoreticky nekonečně dlouhé. V epizodě V ji využil Darth Vader na Luka po jeho útěku z Bespinu, chvíli před tím si sám Luke dokázal telepaticky zavolat Leiu na pomoc. V dávných dobách ji výborně používala Darth Traya.

- Silová empatie (Force Empathy): Odhaluje emocionální stav druhých. V epizodě II ji využil mistr Yoda při bitvě o Geonosis, když si na dálku uvědomil spor Anakina s Obi-Wanem poté, co při pronásledování Dookua vypadla ze stíhačky Padmé.

- Daleké vidění (Farsight): S touto schopností lze včas odhalit, že je jejich kolega v nebezpečí. Díky ní mohl císař Palpatine vidět, že Darth Vader prohrál boj s Obi-Wanem a je nutné ho zachránit před smrtí. Luke Skywalker se této dovednosti naučil od mistra Yody a včas odhalil, že jsou jeho přátelé v nebezpečí na Bespinu (Epizoda V).

- Tapas: Technika, která umožnila uživateli Síly udržet tělesnou teplotu i v hlubokém mrazu nebo dokonce udržet se naživu i ve vakuu. Jedinou bytostí, která toto uměla, byl Jasen Solo.

- Hibernace (Hibernation Trance): Další neobvyklá technika meditace, při níž její uživatel zpomalí svůj metabolismus natolik, že se tím uvrhne do stáze a je schopen v ní přečkat od jednoho týdne do jednoho měsíce dle vlhkosti prostředí, dokud se buď neprobudí, nebo nezemře na dehydrataci. Dovednost uměl využívat Luke Skywalker a v historii jako formu maskování Darth Traya, Darth Sion. Daleko sofistikovanější a nebezpečnější varianta této dovednosti byl rituál morichmo, který zcela zastavil mozkovou aktivitu, dýchaní a srdeční rytmus. Pomocí Morichma se uživatel Síly byl schopen dostat do stáze trvající roky, i celé věky.

- Duch (Force Ghost): S pomocí vzácné a téměř zapomenuté techniky může uživatel Síly „přežít“ svou smrt a na okolí působit prostřednictvím vnitřního hlasu, zjevovat se v éterické formě živým, aby jim mohli poradit. Takoví však nemají možnost fyzicky zasáhnout do dění. Jediové v tomto stavu vydrželi pouze dočasně, protože ho považovali za mezistupeň mezi světem živých a podsvětím Síly. Schopnost znovuobjevil Qui-Gon Jinn, jenž ji předal Obi-Wanu Kenobimu a mistru Yodovi. Anakin Skywalker se ji naučil od Palpatina a s pomocí duchů Kenobiho a Yody ji před smrtí vykonal dle světlé strany. Sithové a temní Jedi tuto schopnost využívají trochu jinak. Jejich duše zpravidla byla pevně připoutaná k objektu nebo místu, aby tam jejich duše strašila na věky. V této formě však Sithové nikdy klid nenalezli a jejich vědomí po několika staletích začala trpět šílenstvím. Jako temní duchové byli známí např. Freedon Nadd, Exar Kun a Ajunta Pall, který však nakonec našel klid díky Revanovi. Darth Sidious použil podobnou techniku při přemisťování svého vědomí do klonových těl. V omezeném množství použili tuto schopnost všichni Sithové, kteří po sobě zanechali Holokron s fragmentem jejich duše.

- Skrytí Síly (Force Concealement, Force Stealth): Velice vzácná forma meditace, která umožňuje zamaskovat příslušnost k světlé či temné straně, popřípadě úplně skryje před ostatními uživateli Síly skutečnost, že je sesilatel vůbec citlivý na Sílu. Ovládali ji Darth Maul a k dokonalosti ji dovedl Palpatine, který celá desetiletí skrýval před Jedii svou skutečnou identitu. V dávných dobách ji mistrně využívala Darth Traya i její žák Revan, který byl schopen skrýt v sithské akademii na Korribanu svou příslušnost k Jediům. Ve filmech ji kromě Temných pánů využili i Obi-Wan Kenobi s mistrem Yodou, aby 19 let nerušeně čekali ve vyhnanství na návrat.

- Porozumění v Síle (Force Comprehension): Velice mocná, avšak nebezpečná technika učení, která umožňuje rychle vstřebávat nové informace. Rychlost učení je však taková, že vyvolává bouřlivé emoce. Jediní známí uživatelé této techniky byli Revan s vymytým mozkem, který si jejím prostřednictvím nevědomky rychle obnovil bývalou moc a Sílu, a Meetra Surik, která se během několika týdnů naučila o Síle vše, co zapomněla po bitvě o Malachor V, kde se od ní naprosto dokonale odstřihnula.

- Porozumění řeči (Comprehend Speech): Uživatel Síly je schopen se během chvíle naučit rozumět jazyk druhých a naučit druhé rozumět jeho vlastní jazyk. Velmi zdatně tuto schopnost využíval Darth Revan.

- Bitevní meditace (Battle Meditation): Jedná se o typ meditace, kterou uživatel Síly výrazně povzbudí výdrž a morálku spřátelených bojovníků a nepřátele demoralizuje a potlačí jejich vůli bojovat. Ve speciálních případech dokázala meditace ovlivnit celé flotily lodí a dosáhnout snadno maximální možné účinnosti v bitvách či lehce odrazit jakýkoliv útok. V případě malé skupiny vojáků byla bitevní meditace efektivní také. Prvními uživateli bitevní meditace byli mistři Odan-Urr, Arca Jeth a Nomi Sunrider. Nejslavnější byla Bastila Shan. V epizodě III meditaci využil mistr Yoda na Kashyyyku, a v epizodě VI sám císař Palpatine proti flotile Rebelů, dokud se zcela nezaměstnal lákáním Luka na temnou stranu. U Sithů je sice znalost bitevní meditace vzácnější, ale třeba Naga Sadow ji ovládal také mistrně.

- Zbraň (Force Weapon): Válečník Jedi nebo Sith Silou očaruje svou zbraň (obvykle obyčejný meč), čímž ho dočasně posílí, obvykle tak, že je např. schopen obyčejným mečem blokovat seknutí světelným mečem, který za normálních okolností projede obyčejným železem jako nůž máslem. Mnohem více se tato schopnost používala v době, kdy ještě světelné meče nebyly. Některé obyčejné meče byly očarované natrvalo sithskou alchymií, týkalo se to mečů dávných Temných Pánů ze Sithu, jako byl třeba Ajunta Pall.

## Vliv Síly na okolí
Síla samotná nedělá jen to, že propůjčuje jejímu uživateli moc. Má vlastní vůli a tendence více přát jedné či druhé straně (síla má schopnost ovládat procesy, jež by se daly označit za náhodné nebo za štěstí), proto na štěstí či náhodu rytíři Jedi ani Sithové moc nevěří a raději při rozhodování spoléhají na své instinkty a spojení se Silou. K tomu je ovšem potřeba stranit se zbrklosti a nenechat se unést emocemi, jak demonstrativně několikrát předvedl Anakin Skywalker v epizodách II, III a pod maskou Darth Vadera i v epizodách IV, V a VI.
Kromě toho má Síla vliv i na konkrétní místa či celé planety, ať už prostřednictvím uživatelů Síly, nebo sama o sobě. V epizodě V se poblíž příbytku mistra Yody nachází jeskyně plná moci Temné strany. Někdy taková místa tvoří celé planety jako např. pohřebiště Sithů Korriban nebo zničený svět Malachor V, který dokázal svou mocí Temné strany zničit každého, kdo se prošel po jejím povrchu. Na jiných světech jako na přelidněném Coruscantu, Nar Shaddaa nebo Tarisu je Síla, převážně světlé strany, všudypřítomná. Další světy jako např. na Dromund Kaas nebo Katarr po svém zničení jsou v Síle zcela prázdné a pro uživatele Síly jakoby neexistovaly. Na světě Kashyyyk způsobila moc temné strany velmi bujný růst místních lesů do kilometrových výšek. Na jiných světech krátkodobý účinek temné strany způsobil výrazné zdivočení přírody, zejména dravců.

### Narušení Síly (Disturbance in The Force)
Pokud se stane nenadálá a vážná situace (např. zničení celé planety naráz), cítí všechny bytosti spojené se Silou "té vhodné" strany narušení Síly, která je nakrátko vyvede z koncentrace, neboť jejím prostřednictvím cítí a vidí, co se přibližně událo. Obi-Wan Kenobi takto ucítil smrt dvou miliard obyvatel Alderaanu a o dvě dekády před tím mistr Yoda včas odhalil, že jsou Jediové ve velkém vražděni klonovanými vojáky rozkazem 66, a byl schopen se zachránit.

### Rána v Síle (Wound in The Force)
Jedná se o extrémně silné narušení v Síle s katastrofickými příčinami i důsledky. Vznikne v momentě, kdy je zničeno obrovské množství života najednou za velmi krátký čas, ale následky jsou trvalejšího charakteru. Rána v Síle pak vvysílá do zbytku galaxie ozvěnovité pulzy temné strany Síly podobně jako vlny z kapek v moři. Tyto ozvěny se projevují jako nepřetržitý výkřik, který mohou slyšet pouze na Sílu citliví. Díky tomuto faktu jednu takovou ránu v Síle otevřel na neznámém místě sithský lord Darth Tenebrous. Tím později Palpatinovi usnadnil skrývat svou skutečnou identitu, když byl senátorem a kancléřem, neboť ozvěny Síly z rány byly cítit až na Coruscant a Palpatina efektivně chránily.
Nejnebezpečnější Rána v Síle vznikla na Malachoru V, kde byl život rozerván na kusy superzbraní generátor temné hmoty. Celá planeta se rázem stala ranou v Síle a zplodila několik postižených duší, rovněž rány v Síle. Nejvýznamnější byl Darth Nihilus, jehož účinky na ostatní i díky pouhé přítomnosti byly velmi zhoubné. Spolu se Sionem se naučili tyto rány tvořit za účelem vlastního maskování tak, aby je Jediové neodhalili a byli snadnou lovnou zvěří. Z každého zabitého Jedie byli silnější, ale také hladovější, čímž by nakonec původní Rána v Síle zahubila díky nim veškerý život v galaxii. Darth Traya usilovala po svém vyhnání z Malachoru o rozšíření těchto ran, aby Sílu úplně zahubila. Podobnou Ranou v Síle byla i Vypovězená, kterou Traya vyhledala, aby ji využila ke svým plánům, navíc v ní viděla důkaz svých domněnek o tom, že se dá bez Síly žít. Ta je však zacelila postupnou likvidací celého Sithského triumvirátu, likvidací planety Malachor V, a nakonec vlastní smrtí Vypovězené.

### Rovnováha v Síle
Dle dávného jedijského proroctví měl do řádu přijít chlapec, jenž nastolí rovnováhu v Síle, která byla porušena před tisíciletími sithským řádem. Ten byl nakonec identifikován Qui-Gon Jinnem a v Síle vycvičen Obi-Wanem Kenobim, avšak nakonec podlehl Temné straně Síly a místo obnovení rovnováhy, k níž byl předurčen, způsobil zánik jedijského řádu a nastolení tyranie impéria. Proroctví nakonec dokázal naplnit, když pro záchranu svého syna Luka zabil Darth Sidiouse, jehož měl původně ještě jako Jedi porazit.

## Rasy, civilizace a Síla
- Rakatové a Nekonečné impérium: civilizace založena na užívání Temné strany
- Jedi
- Sith
- Miraluky: Humanoidé se zakrnělýma očima. Místo zraku využívají Sílu, kterou umí používat všichni příslušníci rasy.
- Ysalamiri: bytosti zcela imunní vůči účinkům Síly
- Toydariané: létající bytosti imunní vůči ovlivňování mysli Silou
- Huttové: plazi odolní vůči ovlivňování mysli Silou
- Hssissové: přirozená neviditelnost, pokud jsou ve skupině. Kousnutí nebo škrábnutí způsobovalo těžko léčitelné otravy posílené Temnou stranou Síly.
- Yuuzhan Vongové: V roce 15 000 BBY ztratili schopnost cítit a užívat Sílu